# گری اندرسون (دوچرخه‌سوار)
گری اندرسون (انگلیسی: Gary Anderson؛ زادهٔ ۱۸ سپتامبر ۱۹۶۷) دوچرخه‌سوار اهل نیوزیلند بود.
وی در مسابقات کشوری و بین‌المللی در مجموع برندهٔ ۳ مدال طلا، ۳ مدال نقره، ۳ مدال برنز شده‌است.